# Chuo-lijn (Osaka)
De Chūō-lijn (中央線, Chūō-sen) is een van de lijnen van de Metro van Osaka in Japan. De lijn is vernoemd naar Chūō-ōdori, een grote boulevard in Osaka waarlangs de lijn loopt. Tot eind 1969 stond de lijn bekend als 'Metro 4'. De lijn loopt van oost naar west en heeft als kenmerken de letter C (waarmee de stations worden aangeduid) en de kleur groen. De lijn is via het station Nagata verbonden met de Kintetsu Keihanna-lijn, die feitelijk als een westwaartse verlenging van de Chūō-lijn kan worden gezien. Ook zijn de stations aan de Keihanna-lijn op dezelfde wijze genummerd.

## Geschiedenis
De lijn werd in 1961 geopend als 'metrolijn nummer 4'. De lijn liep vanaf Osakakō naar Bentenchō en men reed met één rijtuig per rit. In 1967 werd het stuk tussen Tanimachi Yonchōme en Morinomiya geopend, maar pas in 1969 werden de twee stukken verbonden. Ruim 15 jaar later werd de lijn verder naar het oosten verlengd en nog eens 12 jaar later kreeg de lijn haar huidige vorm. Sinds 1986 rijden er zes rijtuigen per rit en sinds 2007 werden belangrijke stations van een eigen deuntje voorzien. Ook werd er begonnen met het omroepen van stationsnamen in het Engels.

## Stations
| Nummer                                                       | Station            | Japans         | Afstand | Verbindingen                                                                  | Plaats       | Plaats         |
| ------------------------------------------------------------ | ------------------ | -------------- | ------- | ----------------------------------------------------------------------------- | ------------ | -------------- |
| C09                                                          | Yumeshima          | 夢洲           |         |                                                                               | Ōsaka        | Konohana-ku    |
| C10                                                          | Cosmosquare        | コスモスクエア | 0,0     | Nanko Port Town-lijn                                                          | Ōsaka        | Suminoe-ku     |
| C11                                                          | Ōsakakō            | 大阪港         | 2,4     |                                                                               | Ōsaka        | Minato-ku      |
| C12                                                          | Asashiobashi       | 朝潮橋         | 3,9     |                                                                               | Ōsaka        | Minato-ku      |
| C13                                                          | Bentenchō          | 弁天町         | 5,5     | JR-West: Osaka-ringlijn                                                       | Ōsaka        | Minato-ku      |
| C14                                                          | Kujō               | 九条           | 6,8     | Hanshin: Hanshin Namba-lijn                                                   | Ōsaka        | Nishi-ku       |
| C15                                                          | Awaza              | 阿波座         | 8,3     | Metro van Osaka: Sennichimae-lijn (S13)                                       | Ōsaka        | Nishi-ku       |
| C16                                                          | Hommachi           | 本町           | 9,4     | Metro van Osaka： Midosuji-lijn (M18) en Yotsubashi-lijn (Y13)                | Ōsaka        | Chūō-ku        |
| C17                                                          | Sakaisuji-Hommachi | 堺筋本町       | 10,1    | Metro van Osaka： Sakaisuji-lijn (K15)                                        | Ōsaka        | Chūō-ku        |
| C18                                                          | Tanimachi Yonchōme | 谷町四丁目     | 11,1    | Metro van Osaka： Tanimachi-lijn (T23)                                        | Ōsaka        | Chūō-ku        |
| C19                                                          | Morinomiya         | 森ノ宮         | 12,4    | Metro van Osaka: Nagahori Tsurumi-ryokuchi-lijn (N20) JR-West：Osaka-ringlijn | Ōsaka        | Chūō-ku        |
| C20                                                          | Midoribashi        | 緑橋           | 13,6    | Metro van Osaka： Imazatosuji-lijn (I20)                                      | Ōsaka        | Higashinari-ku |
| C21                                                          | Fukaebashi         | 深江橋         | 14,7    |                                                                               | Ōsaka        | Higashinari-ku |
| C22                                                          | Takaida            | 高井田         | 16,1    | JR West: Osaka Higashi-lijn                                                   | Higashiōsaka | Higashiōsaka   |
| C23                                                          | Nagata             | 長田           | 17,9    | Kintetsu: Keihanna-lijn                                                       | Higashiōsaka | Higashiōsaka   |
| Richting Ikoma en Gakken Nara-Tomigaoka via de Keihanna-lijn |                    |                |         |                                                                               |              |                |